# Mýthi (Lassíthi)
Mýthi, en grec moderne : Μύθοι, est un village du dème d'Ierápetra, dans le district régional de Lassíthi, de la Crète, en Grèce. Selon le recensement de 2011, la population de Mýthi compte 350 habitants.
Le village est situé à une altitude de 220 m et à une distance de 21,8 km d'Ierápetra.